# Цифровое радио

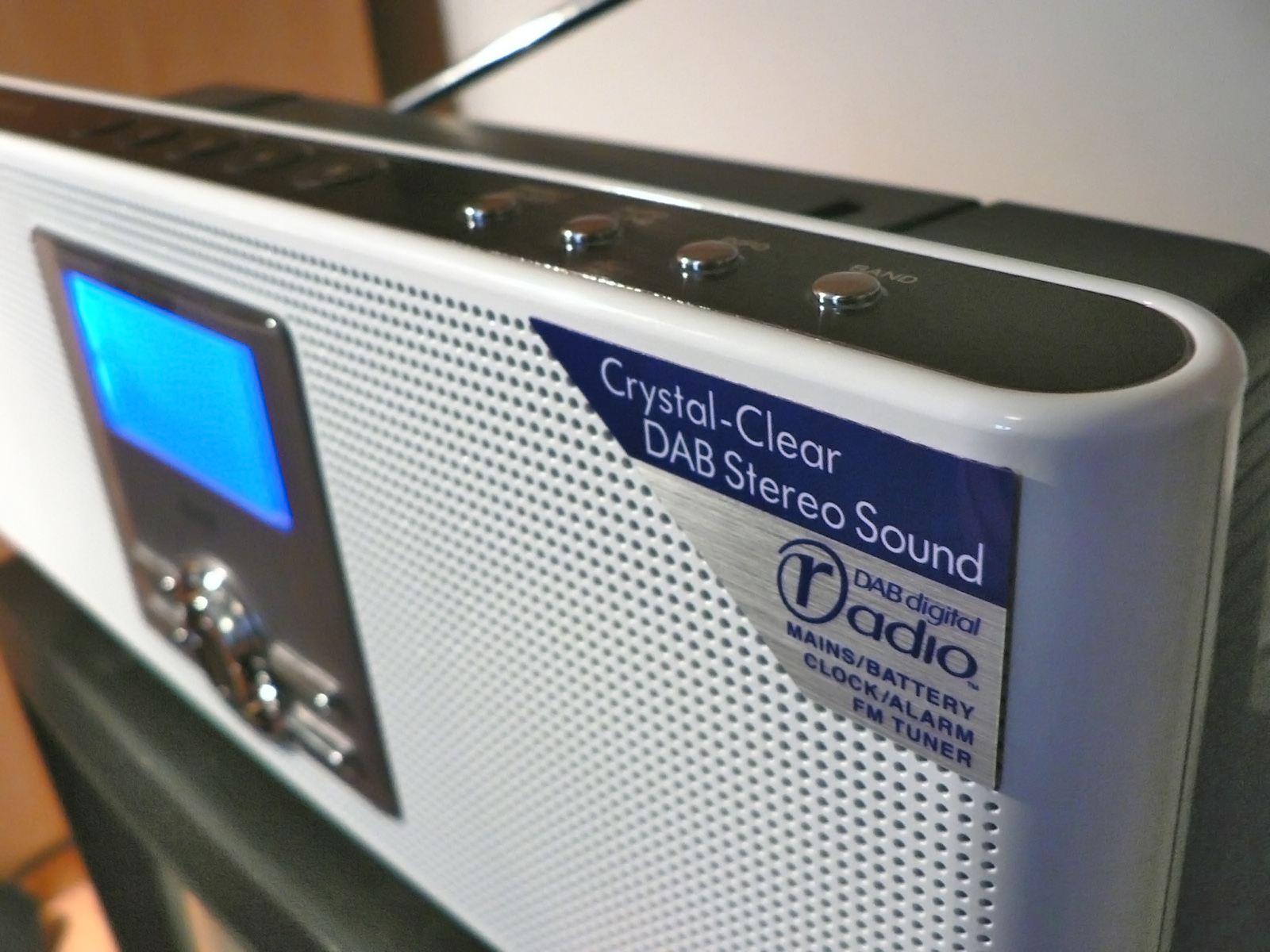
Цифровой радиоприёмник

Цифрово́е ра́дио, цифро́вое радиовеща́ние (англ. digital radio) — применение цифровых технологий для кодирования радиосигнала, а также для обработки принятого сигнала на стороне приёма. Эти технологии позволяют добиться более высокого качества радиовещания, чем основанные на амплитудной или частотной модуляции, используемых ранее.
Цифровое радиовещание либо обеспечивает более высокое качество звукового вещания и устойчивость к помехам в диапазонах длинных, средних и коротких волн, при той же полосе частот, что занималась ранее амплитудной модуляцией, либо повышает эффективность использования радиочастотного спектра на частотах выше 30 МГц (в диапазонах ЧМ-вещания), позволяя на частоте, ранее занимаемой одной радиостанцией, передавать несколько независимых программ. Также вместе с цифровым сигналом, как правило, передаётся сопутствующая текстовая информация.
Используется также словосочетание «цифровое звуковое радио[широко]вещание» (англ. digital audio broadcasting).

## Стандарты цифрового звукового вещания
Составные части стандартов цифрового звукового вещания — это система цифрового кодирования звуковых сигналов с целью сокращения их избыточности и система модуляции несущего колебания кодированным сигналом с целью формирования оптимального спектра радиосигнала для передачи в радиовещательных диапазонах. Основные стандарты технологий:
- Eureka-147[англ.] (T-DAB);
- DAB+ (35 стран Европы: Австрия, Бельгия, Болгария, Ватикан, Великобритания, Германия, Гернси, Гибралтар, Гренландия, Греция, Дания, Джерси, Испания, Италия, Лихтенштейн, Люксембург, Мальта, Молдавия, Монако, Нидерланды, Норвегия, Остров Мэн, Польша, Сан-Марино, Северная Македония, Сербия, Словакия, Словения, Украина, Хорватия, Черногория, Чехия, Швейцария, Швеция, Эстония; а также вещание в данном стандарте ведётся ещё в 22 странах мира: Австралия, Азербайджан, Алжир, Бахрейн, Бруней, Вьетнам, Гана, Индонезия, Иран, Катар, Кувейт, Малайзия, Мартиника, ОАЭ, Оман, Саудовская Аравия, Таиланд, Тайвань, Тунис, Туркменистан, Турция, ЮАР; ранее вещание было в 14 странах: Белоруссии, Венгрии, Гонконге, Ирландии, Латвии, Литве, Намибии, Нигерии, Новой Зеландии, Пакистане, Португалии, Румынии, Сингапуре, Финляндии);
- DMB (Китай, Южная Корея, Япония);
- CAM-D (гибридная АМ-цифровая технология для американских АМ-станций; только в штатах Флорида, Иллинойс, Миннесота);
- DRM (Великобритания, Греция, Индия, Испания, Италия, Китай, Кувейт, Непал, Пакистан, Румыния, Северная Корея, Сингапур, Франция, Чехия, ЮАР; тестовое вещание было в Германии, Нигерии, России, Швеции и Шри-Ланке);
- DRM+ (Аргентина, Бразилия, Венгрия, Греция, Индия, Испания, Италия, КНДР, Чехия);
- HD Radio[англ.] (Американские Виргинские о-ва, Барбадос, Бермуды, США, Индия, Канада, Коста-Рика, Мальта, Мексика, Пуэрто-Рико, Тринидад-и-Тобаго, Филиппины);
- FMeXtra[англ.] (есть в пяти штатах США; а также тестовое вещание в Бельгии, Нидерландах, Латвии, Италии);
- РАВИС[1]
- DVB (DVB-S/S2 — спутниковое, DVB-T/T2 — наземное) — интегрированное с системой цифрового телевидения.

## Сравнение с аналоговым радиовещанием
Достоинства:
- Высокая эффективность использования радиочастотного спектра.
- Более высокое качество принимаемого звукового сигнала, особенно в диапазонах ДВ, СВ и КВ, где ранее применялся метод амплитудной модуляции.
- Более надёжный и уверенный приём радиосигналов для мобильных слушателей, например в автомобилях, особенно в диапазоне УКВ, где неприятности доставляют интерференция радиоволн от одного источника из-за их отражения в процессе распространения.
- Возможность передачи дополнительной информации, в том числе видео, графической и текстовой информации.

Недостатки:
- Сложность процессов обработки сигналов в радиоприёмнике, что на начальном этапе может отражаться на его стоимости.

## Внедрение цифрового радиовещания

### В России
В 2012 году ГКРЧ подписан протокол, согласно которому выделяется полоса радиочастот 148,5—283,5 кГц (длинные волны) для создания на территории Российской Федерации сетей цифрового радиовещания стандарта DRM. Также в соответствии с пунктом 5.2 протокола заседания ГКРЧ от 20 января 2009 г. № 09-01 проведена научно-исследовательская работа «Исследование возможности и условий использования цифрового радиовещания стандарта DRM в Российской Федерации в полосе частот 148,5—283,5 кГц».
16 апреля 2018 года Государственная комиссия по радиочастотам ГКРЧ на своем очередном заседании приняла решение по вопросу «Об использовании полосы радиочастот 174—230 МГц радиоэлектронными средствами цифрового звукового радиовещания стандарта DAB+» (решение ГКРЧ № 18-45-03, полный текст http://minsvyaz.ru/ru/documents/5986/). В нём, в частности, говорится (пп. 1 и 2 — цитата из решения):
1. Принять к сведению результаты научно-исследовательской работы «Проведение исследований в части вопросов обеспечения электромагнитной совместимости цифрового радиовещания стандарта DAB+ с радиоэлектронными средствами различных радиослужб в диапазоне 174—230 МГц».
2. Выделить неопределенному кругу лиц полосу радиочастот 175,872-228,128 МГц для создания на территории Российской Федерации сетей наземного цифрового звукового вещания стандарта DAB+.

### За рубежом
С 11 января 2017 года в Норвегии началось последовательное переключение аппаратуры аналогового радиовещания на цифровое для большинства радиоканалов. 13 декабря 2017 года Норвегия завершила переход на цифровое радиовещание (DAB+) и стала первой в мире страной, прекратившей передачу государственных радиовещательных программ по сети ЧМ-вещания. Второй страной, осуществившей подобный переход, стала Швейцария 31 декабря 2024 года. Однако большинство местных радиостанций продолжают трансляцию методом ЧМ. Переход сопровождался некоторой критикой и утверждениями о недостаточном охвате территории страны системой DAB+. В частности, пользователи жаловались на высокую стоимость приобретения новых радиоприёмников или приставок к обычным приёмникам. Примеру Норвегии в ближайшие годы должны последовать Бельгия (2027), Словакия (2028), Великобритания и Дания (срок неизвестен).
В других странах «цифра» и аналог существуют параллельно. Наиболее успешным примером внедрения новых технологий в радио эксперты называют опыт США. Как указано в аналитическом отчете РАР, в апреле 2017 года 98 % радиостанций в 100 крупнейших городах Соединённых Штатов запустили цифровое эфирное вещание, причем на собственные, а не государственные средства.
Американская система HD Radio (ее называют также IBOC) позволяет «подмешать» цифровой сигнал к аналоговому в полосе частот FM- и AM радиостанций. Эта система существует на Американских Виргинских островах, в Барбадосе, Бермудах, США, Канаде, Коста-Рике, Мальте, Мексике, Индии, Пуэрто-Рико, Тринидад-и-Тобаго и на Филиппинах; а из азиатских стран она существовала лишь во Вьетнаме, а из европейских стран — только в Румынии. При этом она никому не создает помех. Таким образом, радиостанция сохраняет аналоговый сигнал, запуская его цифровую копию на той же частоте. Здесь же можно запустить ещё две-три цифровые программы.
В конце мая 2024 года, пока лишь в ограниченном ассортименте, в некоторых российских магазинах электроники и бытовой техники в продажу начали поступать цифровые приёмники с поддержкой стандарта DAB+ (например, радиочасы Philips.)
В прошлом году страной-лидером по внедрению технологий цифрового радиовещания признана Япония.
Анонсировано возвращение цифрового радиовещания в Ирландию и Таиланд.

## Радиоканалы в цифровом телевидении
Радиоканалы сейчас входят в мультиплексы цифрового телевидения, как эфирного, так и спутникового. Программы радиовещания можно слушать при помощи ресивера цифрового телевидения после настройки, переключив его в режим «радио». Также можно подключить к ресиверу вместо телевизора внешний усилитель с колонками.
В России в первом мультиплексе цифрового телевидения России транслируются федеральные радиостанции «Радио России», «Маяк» и «Вести ФМ».